# Bartramidula imperfecta
Bartramidula imperfecta là một loài rêu trong họ Bartramiaceae. Loài này được E.B. Bartram Z. Iwats. & B.C. Tan mô tả khoa học đầu tiên năm 1980.